# Plâtrière d'Armoy
La Plâtrière d'Armoy, est une carrière de plâtre (gypse), situé en Haute-Savoie, sur la commune d'Armoy,.

## Historique
La platrière a été créée en 1844, et a fermé en 1934,, par une société à capitaux suisses, fondée par le baron Saladin de Lubière. Elle exploite les carrières de gypse des communes d'Armoy ainsi que de Féternes et de Reyvroz. Elle était à l'époque la plus importante de France.
La production est transportée du site vers la zone de stockage, située à Vongy, et jusqu'au bord du lac par une voie ferrée. Elle passe par la suite par le pont de la Douceur, édifié en 1861,.
En 1865, la plâtrière occupe 100 ouvriers qui travaillent sur huit fours et trois meules.
La plâtrière est fermée en 1934.
En 1975, la plâtrière d'Armoy est rachetée par la commune d'Armoy aux Plâtrières de l'Est.
Un projet de mise en valeur de ce patrimoine est envisagé à travers le label Géoparc européen, depuis 2008, qui regrouperait, entre autres les sites des Vouas sur Le Lyaud (zones humides, étangs) ; d’Allingite à Allinges (pierre d’ambre).